# La Lune (Schiff)
Die La Lune (französisch für „Mond“) war ein französisches dreimastiges Linienschiff (ursprünglich) 1. Klasse, das am Morgen des 6. November 1664 in Sichtweite der französischen Küste bei Toulon vor den Îles d’Hyères sank. Das verhältnismäßig gut erhaltene Wrack, das in rund 100 m Tiefe liegt, wurde 1993 von Paul-Henry Nargeolet entdeckt und im Oktober 2012 mit einer französischen Tauchexpedition archäologisch untersucht.

## Das Schiff
Die La Lune hatte 800 Tonnen Verdrängung, war 43 m lang und hatte zum Zeitpunkt ihres Untergangs 48 Kanonen auf zwei Kanonendecks (1647 war ihre Bewaffnung mit 36 Kanonen angegeben worden). Sie wurde 1639 bis 1641 in Brest oder Indre bei Nantes gebaut und war somit zum Zeitpunkt des Untergangs fast 25 Jahre alt, in einer Zeit, als die Lebensdauer vergleichbarer Schiffe im Schnitt nur 15 Jahre betrug. Bei der Expedition 1664 wurde sie daher in die 3. Klasse zurückgestuft.
Pierre Puget hat 1647 eine Zeichnung des Schiffes auf Pergament angefertigt, die sich heute im Louvre befindet.

## Die letzte Reise 1664
Die La Lune kehrte vor ihrem Untergang gerade zurück von der algerischen Küste. Zuvor war eine Expedition der Franzosen (in Zusammenarbeit mit den Malteserrittern) gescheitert, in Jijel (Djidjelli) einen Stützpunkt gegen die Berber-Piraten zu errichten. Die Expedition, die im Juli 1664 von Toulon aus begann, stand unter dem Kommando von Admiral Francois Vendome (Duc de Beaufort) und Charles-Félix de Galéan, Comte de Gadagne (der die Landstreitmacht befehligte) – der Streit zwischen den beiden Kommandanten trug nicht unwesentlich zum späteren Misslingen bei. Sie konnten zunächst Jijel erobern, wurden dann aber von den Türken und Kabylen belagert. Im Oktober lief eine Entsatzflotte in Toulon aus, darunter die La Lune. Da die Lage aussichtslos schien, beschloss man, die Truppen zurück nach Frankreich zu bringen. Die La Lune segelte in der Nacht vom 30. auf den 31. Oktober ab mit wahrscheinlich rund 1.200 Mann an Bord, darunter neben 350 Mann Besatzung viele Verwundete und Kranke und zehn Kompanien des Regiments de Picardie (zusätzlich rund 800 Soldaten). Trotz dringlicher Bitten des Kapitäns, der auf die Überladung und den schlechten Zustand des Schiffs hinwies (auf der Rückreise mussten 100 Mann ständig die Pumpen bedienen), ließ man sie aber nicht in Toulon an Land, da man den Ausbruch der Pest befürchtete und das Schiff in Quarantäne setzte. Nach anderen Vermutungen wollte man die Nachricht vom schlechten Ausgang der Expedition so lange wie möglich hinauszögern. Am Morgen des 6. November sank das Schiff sehr schnell nach Augenzeugenberichten wie ein Stein (Beaufort: „comme un bloc de marbre“). Es gab weniger als 100 Überlebende, darunter den 80 Jahre alten Kapitän de Verdille, einen Malteserritter, der auf einer Planke an Land gespült wurde.

## Die Bergung ab 2012
Das Wrack enthält zahlreiche Gegenstände des alltäglichen und militärischen Lebens an Bord, darunter über 40 Kanonen. Es liegt in einem militärischen Sperrgebiet. Das Wrack hat rund 42 m Länge und 10 m Breite und liegt aufrecht.
Während der Expedition 2012 wurden das Zusammenspiel verschiedener Tauchgeräte erprobt und drei Schiffe eingesetzt: die André Malraux der staatlichen DRASSM (Département de recherches archéologiques subaquatiques et sous-marines, Direktor und Leiter der Expedition: Michel L’Hour), der Schlepper Jason der französischen Marine und das Forschungsschiff Minibex von COMEX. Zum Einsatz kamen das Mini-U-Boot Remora 2000 (entwickelt von COMEX), ein ROV und ein Taucher in einem Newtsuit der französischen Marine, der mehrstündiges Arbeiten unter Wasser ermöglicht. Die Tauchgänge konnten mit einem dreidimensionalen Simulationsprogramm entwickelt von Dassault Systèmes an Bord genau simuliert werden. Michel L’Hour verglich die Bedeutung für die französische Marinearchäologie mit der der Mary Rose für die Engländer und der Vasa für die Schweden und nannte sie „unser Pompeji“. Die Ausgrabungen sollen in den Jahren ab 2012 fortgesetzt werden.
Die Untersuchung des Wracks ist Gegenstand einer arte-Dokumentation.

## Ähnliche Schiffe
- Oldenburg – dänisches bzw. schwedisches Kriegsschiff (1628–1660)
- Newcastle – englisches Kriegsschiff (1653–1703)